# Liste der Kulturdenkmäler in Pohl (Nassau)
In der Liste der Kulturdenkmäler in Pohl sind alle Kulturdenkmäler der rheinland-pfälzischen Ortsgemeinde Pohl aufgeführt. Grundlage ist die Denkmalliste des Landes Rheinland-Pfalz (Stand: 8. Dezember 2023).

## Einzeldenkmäler
| Bezeichnung             | Lage               | Baujahr | Beschreibung                                                                        | Bild                           |
| ----------------------- | ------------------ | ------- | ----------------------------------------------------------------------------------- | ------------------------------ |
| Katholische Pfarrkirche | Kirchstraße 1 Lage | 1874/75 | neuromanischer Saalbau, 1874/75; Gesamtanlage mit Pfarrhaus, spätes 19. Jahrhundert | weitere Bilder Fotos hochladen |